# Clanton (Alabama)
Clanton ist eine City und County Seat des Chilton County im Bundesstaat Alabama in den Vereinigten Staaten. 2020 lebten hier 8768 Menschen.

## Geographie
Clanton liegt im Zentrum Alabamas im Süden der Vereinigten Staaten. Es befindet sich etwa mittig zwischen dem nördlichen und südlichen Teil des 1589 Quadratkilometer großen Talladega National Forest sowie 9 Kilometer westlich des Coosa River, der weiter südlich in den Alabama River aufgeht und schließlich als Mobile River im Mobile Bay und Golf von Mexiko mündet.
Nahegelegene Orte sind unter anderem Thorsby (2 km nördlich), Mineral Springs (5 km nördlich), Verbena (6 km südöstlich), Jemison (7 km nordwestlich) und Mountain Creek (11 km südöstlich). Die nächste größere Stadt ist mit 212.000 Einwohnern das etwa 60 Kilometer nördlich entfernt gelegene Birmingham.

## Geschichte

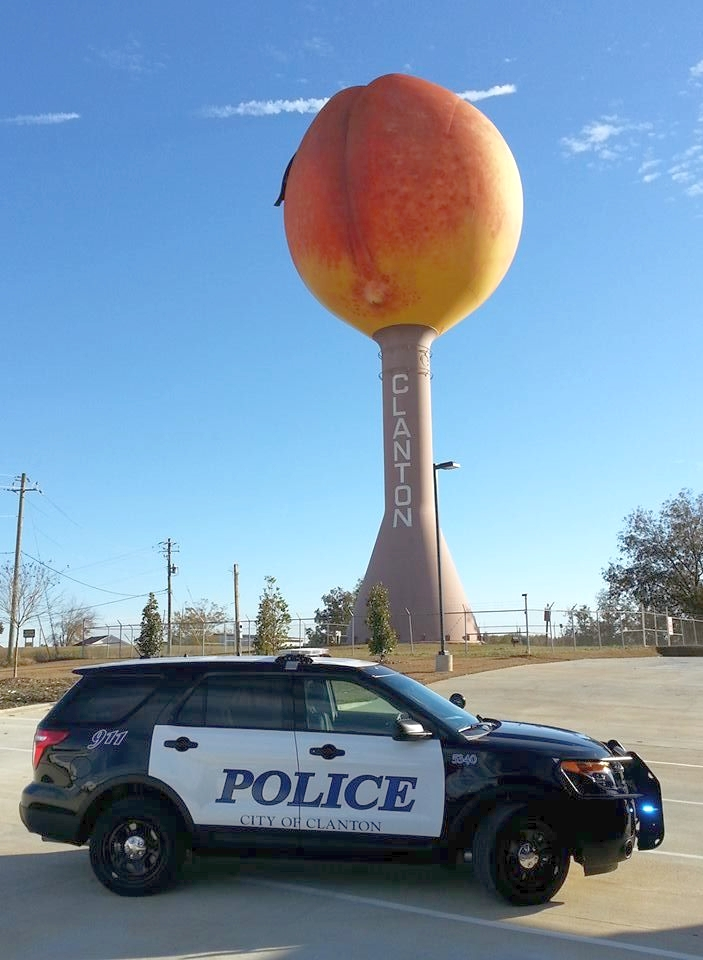
Der pfirsichförmige Wasserspeicher

Clanton wurde 1866 bzw. laut anderer Quelle 1868 als Goose Pond gegründet, als das Chilton County entstand. 1871, veranlasst durch die Gründung eines Postamts, wurde die Stadt nach dem Politiker und Brigadegeneral James Holt Clanton umbenannt und 1873 eingemeindet. Stadtgründer Alfred Baker war zugleich der erste Bürgermeister Clantons und ein wichtiger Akteur in der Entwicklung der Stadt und des Countys. Er besaß mehrere Geschäfte, ein Warenhaus, ein Hotel und spendete das Land, auf dem 1896 das Courthouse gebaut wurde.
Durch den Bau zweier Staudämme erfuhr die Stadt im frühen 20. Jahrhundert ein starkes Wachstum, ebenso durch den Auf- und Ausbau der Textilindustrie.
Heute ist Clanton vor allem bekannt für den Wasserspeicher, der die Form eines Pfirsichs hat und auf die Bedeutung der Pfirsichindustrie im County anspielt, die etwa 80 % der Pfirsichernte Alabamas ausmacht. Er wurde 1994 erbaut.
Der Flughafen von Clanton ist als Stätte unter der Bezeichnung Gragg Field Historic District im National Register of Historic Places (NRHP) eingetragen (Stand 8. Juli 2019).

## Verkehr
Durch das Stadtzentrum verlaufen von Norden in Richtung Süden auf gemeinsamer Trasse die Alabama State Route 22 und der U.S. Highway 31. Im Osten der Stadt verläuft der Interstate 65, der über eine Länge von 1436 Kilometern von Alabama bis nach Indiana führt.
Im Osten der Stadt befindet sich der Chilton County Airport.

## Demographie
Die Volkszählung 2010 ergab eine Bevölkerungszahl von 8619 Menschen, verteilt auf 3417 Haushalte und 2248 Familien. Die Bevölkerungsdichte lag bei 151 Menschen pro Quadratkilometer. 74,9 % der Bevölkerung waren Weiße, 19,1 % Schwarze, 0,6 % Indianer und 0,3 % Indianer. 3,7 % entstammten einer anderen Ethnizität, 1,4 % hatten zwei oder mehr Ethnizitäten, 6 % waren Hispanics oder Lateinamerikaner jedweder Ethnizität. Auf 100 Frauen kamen 87 Männer. Das Durchschnittsalter lag bei 39 Jahren, das Pro-Kopf-Einkommen betrug 15.299 US-Dollar, womit etwa 19,5 % der Bevölkerung unterhalb der Armutsgrenze lebten.

## Persönlichkeiten
- Dave Lettieri (* 1964), Radrennfahrer
- Drew Roy (* 1986), Schauspieler
- Grayson Russell (* 1998), Schauspieler